# Nadil
Nadil är en ort i Azerbajdzjan.   Den ligger i distriktet Xanlar Rayonu, i den västra delen av landet, 300 km väster om huvudstaden Baku. Nadil ligger 347 meter över havet och antalet invånare är 1 032.
Terrängen runt Nadil är platt åt nordost, men åt sydväst är den kuperad. Runt Nadil är det mycket tätbefolkat, med 3 022 invånare per kvadratkilometer.. Närmaste större samhälle är Ganja, 8,7 km sydost om Nadil.
Runt Nadil är det i huvudsak tätbebyggt.